# Michael Jordan
Michael Jeffrey Jordan (* 17. Februar 1963 in New York City, New York) ist ein ehemaliger US-amerikanischer Basketballspieler, Baseballspieler, und heutiger Unternehmer und Anteilseigner bei den Charlotte Hornets. Zwischen 1984 und 2003 spielte er – mit zwei Unterbrechungen – in der NBA, davon 13 Jahre bei den Chicago Bulls, später bei den Washington Wizards. Er gilt nach übereinstimmenden Meinungen als einer der besten Basketballspieler der NBA-Geschichte.
Der früher 1,98 Meter große Jordan spielte hauptsächlich auf der Position des Shooting Guards, in seinen zwei Saisons bei den Wizards auch als Small Forward. Er wurde fünfmal als Wertvollster Spieler der NBA ausgezeichnet, gewann sechs NBA-Meisterschaften mit den Chicago Bulls, davon sechsmal als Finals-MVP, sowie zwei Goldmedaillen mit den USA bei den Olympischen Spielen. Darüber hinaus ist er 14-maliger NBA-All Star und gewann im Jahr 1988 den Defensive Player of the Year Award, als einer der wenigen Guards überhaupt. Bei den Olympischen Spielen 1992 war Jordan Teil des US Dream Teams und galt seitdem als einer der populärsten Sportler weltweit. Als Werbeträger von Nike und anderen Unternehmen generierte er bis 1998 einen Umsatz von schätzungsweise 10 Milliarden US-Dollar.
ESPN wählte Jordan 1999 zum „Nordamerikanischen Sportler des Jahrhunderts“ vor Babe Ruth und Muhammad Ali. Magic Johnson sagte über ihn: „Es gibt Michael Jordan und dann gibt es noch den Rest von uns“ (englisch There’s Michael Jordan and then there is the rest of us.). Jordan wurde gemeinsam mit David Robinson, John Stockton und Jerry Sloan am 6. April 2009 in die Naismith Memorial Basketball Hall of Fame gewählt und am 11. September 2009 in einer feierlichen Zeremonie aufgenommen.

## Biografie

### Highschool und College

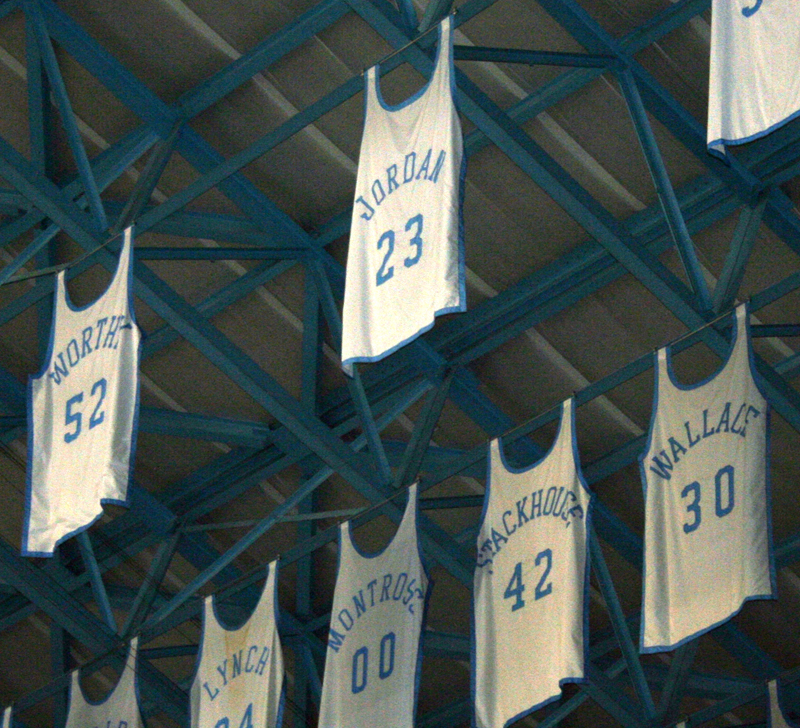
Jordans Trikot mit der #23 hängt unter dem Hallendach des Dean Smith Centers der UNC in Chapel Hill.

Michael Jordan wurde in Brooklyn, New York geboren, wuchs aber im ländlichen Wilmington, North Carolina auf. Dort besuchte er ab 1977 die Laney Highschool. Obwohl er noch in der 10. Klasse an der Aufnahme ins Basketballteam scheiterte, brachte ihm eine enorme Leistungssteigerung in den zwei Folgejahren das Interesse von Talentscouts sowie mehrere Angebote für Sportstipendien. So entschied er sich 1981 für die University of North Carolina in Chapel Hill (UNC). Bereits in seinem Freshman-Jahr im Team der UNC Tar Heels gewann Jordan die NCAA Division I Basketball Championship. Im Finale 1982 gegen die Georgetown Hoyas traf er den entscheidenden Korb zur Führung kurz vor Ende des Spiels.
Obwohl anfangs nur Mitläufer, entwickelte sich Jordan unter dem legendären Coach Dean Smith zum Leistungsträger. Nach dem Abgang von James Worthy, dem entscheidenden Spieler beim Gewinn der Meisterschaft, wurde Jordan zum wichtigsten Spieler im Team. Doch trotz sensationeller Einzelleistung als Topscorer der Atlantic Coast Conference (ACC) blieb der Teamerfolg aus. Auch 1984 misslang den hochfavorisierten Tar Heels der Einzug ins Finale der NCAA-Meisterschaft. Trotzdem gewann Jordan die Auszeichnung zum Spieler des Jahres.
Nach seiner Junior-Saison beendete Jordan seine College-Laufbahn und meldete sich zum NBA Draft 1984 an. Die bis dahin eher erfolglosen Chicago Bulls wählten ihn an dritter Stelle hinter Hakeem Olajuwon (Houston Rockets) und Sam Bowie (Portland Trail Blazers). Noch vor seiner NBA-Karriere spielte Jordan für die US-Olympiaauswahl bei den Spielen in Los Angeles und gewann Gold.

### Chicago Bulls 1984–1993

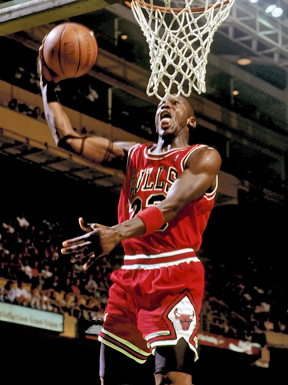
Jordan bei einem Slam Dunk

In seiner Rookie-Saison mit den Chicago Bulls (1984/85) übertraf Michael Jordan die in ihn gesteckten Erwartungen deutlich. Er wurde mit 28,2 Punkten pro Spiel beinahe Topscorer der NBA und führte die Bulls in die Playoffs, wo man allerdings bereits in der ersten Runde unterlag. Am Ende der Saison wählte man ihn zum besten Neuling des Jahres („Rookie of the Year“).
Eine ernste Verletzung zwang Jordan, beinahe seine komplette zweite Saison auszusetzen. Kurz vor Ende der regulären Saison kam er jedoch zurück und erkämpfte für sein Team den Einzug in die Playoffs. Dort unterlag man zwar erneut in der ersten Runde, doch stellte Jordan im zweiten Spiel jener Serie gegen die Boston Celtics den bis heute gültigen Playoff-Punkterekord von 63 Punkten auf. Larry Bird sagte nach dem Spiel über ihn, dass „Gott verkleidet als Michael Jordan“ (englisch God Disguised as Michael Jordan) gespielt hat.
In seiner dritten Saison (1986–1987) gelang Jordan ein Kunststück, das vor ihm nur Wilt Chamberlain gelungen war: eine Saison mit über 3000 Punkten. Am Ende führte Jordan mit 3041 Punkten und einem Schnitt von 37,1 Punkten pro Spiel die Topscorer-Liste der NBA an; das ist die höchste Punktzahl, die je ein Guard in der NBA erreicht hat. In den Playoffs blieben die Chicago Bulls zum wiederholten Male erfolglos. 1988 wurde Jordan überraschend (da die Bulls nur 50 Spiele gewonnen hatten) aufgrund seiner herausragenden Einzelleistungen zum „wertvollsten Spieler“ der NBA, dem MVP, gekürt. In den Playoffs verloren die Bulls – wie auch in den beiden Jahren darauf (1989 und 1990) – gegen die Detroit Pistons.
Allerdings gewann Jordan 1988 den MVP-Titel des NBA All-Star-Games sowie zum zweiten Mal in Folge den Slam Dunk Contest. Seine spektakulären Flüge zum Korb brachten Jordan, der inzwischen den Status eines Superstars erreicht hatte, die Spitznamen „Air Jordan“ und „His Airness“ ein. Sein Ausrüster Nike stieg durch den massenhaften Verkauf von „Air Jordan“-Schuhen zum Weltkonzern auf. Der Beginn dieser Zusammenarbeit wird im Film Air: Der große Wurf dargestellt. Michael Jordan, der in Air nie direkt oder nur unscharf zu sehen ist, wird von Damian Delano Young gespielt.
Am 28. März 1990, im regulären Saisonspiel gegen die Cleveland Cavaliers, stellte Michael Jordan seinen persönlichen Punkterekord auf. Mit 69 Punkten führte er die Chicago Bulls zu einem 117:113-Auswärtssieg in der Nachspielzeit. Damit steht er zurzeit auf Platz 11 auf der Liste der Spieler mit den meisten Punkten pro Spiel. Zudem erzielte er in diesem Spiel seinen persönlichen Reboundrekord für die Saison '89/'90 mit 18 Rebounds (7 ORB, 11 DRB).
Nach sieben Jahren in der NBA konnte Michael Jordan 1991 seine erste Meisterschaft feiern. Nachdem sich sein wichtigster Teamkollege Scottie Pippen entscheidend verbessert und Bulls-Coach Phil Jackson ein neues Angriffsschema eingeführt hatten, wurden im Conference-Finale die Detroit Pistons deutlich geschlagen. Im Finale 1991 trafen die Bulls auf die Los Angeles Lakers mit ihrem Star Magic Johnson, der in jenem Jahr seine letzte Saison spielte. Die Bulls gewannen auch hier – unter anderem aufgrund der Verletzung eines wichtigen Lakers-Spielers, James Worthy – deutlich.
Sowohl 1991 als auch 1992 gewann Jordan die MVP-Auszeichnung. Nach einer herausragenden NBA-Saison mit einer Saisonbilanz von 67-15 Siegen schafften die Bulls 1992 den erneuten Final-Einzug. Dort schlug man die Portland Trail Blazers um Clyde Drexler, den damaligen Rivalen Jordans, wenn auch nicht ganz so deutlich wie die Lakers im Jahr zuvor. In Spiel 1 jener Finalserie erreichte Jordan in der ersten Hälfte des Spiels bereits 35 Punkte (inklusiv sechs Dreipunktewürfe), was bis heute ein NBA-Rekord ist.
Nachdem das Verbot für Profisportler bei Olympia aufgehoben worden war, durfte Jordan erneut an den Olympischen Spielen teilnehmen. Er war Mitglied des legendären US-Dream Teams in Barcelona, das überragend Gold gewann. Erst der Auftritt jener Mannschaft machte Basketball in der ganzen Welt und vor allem in Europa populär.

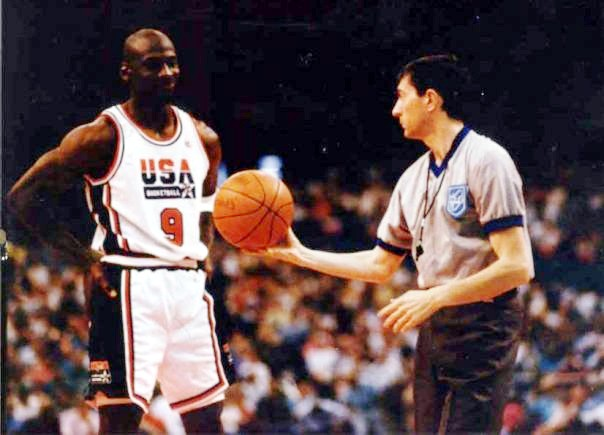
Jordan im „Dream Team“ 1992

1993 gelang es den Bulls erneut, den Meistertitel zu verteidigen, als man im Finale durchaus knapp die Phoenix Suns um Charles Barkley schlug. Drei Titel in Serie hatten zuletzt die Boston Celtics in den 1960ern gewonnen. In allen drei Finalserien wurde Jordan zum MVP gewählt, was ein Novum in der Geschichte dieser Auszeichnung war. Mittlerweile gehört auch Shaquille O’Neal zu den Spielern, die die Auszeichnung dreimal in Folge gewinnen konnten (2000–2002 bei den Los Angeles Lakers). Dazu kommt noch Tim Duncan (San Antonio Spurs), der die Auszeichnung zwar nicht in Folge gewinnen konnte, aber trotzdem bei den drei Finalteilnahmen der Spurs MVP wurde (1999, 2003, 2005).

### Kontroverse um Glücksspiele
Während der Playoffs im Jahr 1993 entbrannte eine Kontroverse, als Jordan am Abend vor dem Spiel gegen die New York Knicks beim Glücksspiel in Atlantic City gesehen wurde. Im selben Jahr gab er zu, 57.000 USD Spielschulden zu haben. Der Autor Richard Esquinas schrieb in einem Buch, er habe von Michael Jordan 1,25 Mio. USD beim Golfspielen gewonnen.
2005 sprach Ed Bradley ihn in der CBS-Abendshow 60 Minutes auf seine Glücksspiele an und Jordan gab zu, ein paar „unbedachte Entscheidungen“ getroffen zu haben. Er verneinte aber, dass das Glücksspiel seine Existenz gefährdet hätte.

### Intermezzo als Baseballspieler
Am 6. Oktober 1993 erklärte Michael Jordan auf dem Zenit seines Schaffens überraschend sein Karriereende. Kurz zuvor war sein Vater, James Jordan, ermordet worden. Jordan beschloss, den Wunsch seines Vaters und seines Sohnes (Flavien) zu erfüllen und Profi-Baseballer zu werden. In den kommenden Jahren spielte er mit mäßigem Erfolg bei den Birmingham Barons, einem Minor-League-Baseball-Team der Chicago White Sox.

### Chicago Bulls 1995–1998

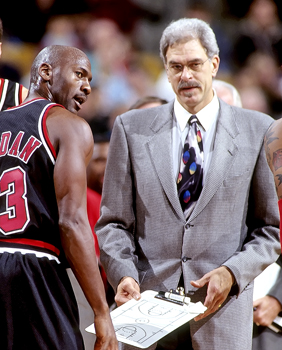
Jordan mit Trainer Phil Jackson (1997)

Am 10. März 1995 begann in der MLB ein Spielerstreik und der Spielbetrieb kam zum Erliegen. Jordan begann daraufhin wieder mit den Bulls zu trainieren, was nach und nach publik wurde. Am 18. März verkündete er kurz „I’m back“ (deutsch Ich bin zurück) und spielte den Rest der Saison 94/95 in der NBA. Zu Beginn seiner Rückkehr spielte er mit seiner alten Nummer 45, die er als Baseballprofi trug. Da seine Leistungen allerdings nicht die alten waren und die Fans sehr abergläubisch sind, zog er wieder seine NBA-Nummer 23 an und nahm eine Konventionalstrafe in Millionenhöhe dafür in Kauf. In den Conference-Halbfinals wurden die Bulls überraschend von den jungen Orlando Magic um Shaquille O’Neal geschlagen, sodass Zweifel an Jordans Leistungsfähigkeit aufkamen.
Doch bereits in der Saison darauf stellten die Bulls, verstärkt durch Verteidigungs-Spezialist Dennis Rodman, mit einer Bilanz von 72-10 gewonnenen Spielen einen neuen NBA-Rekord an Siegen in einer Saison auf. In den Playoffs der Saison 95/96 wurden die Orlando Magic deutlich geschlagen und im Finale nach ein paar Schwierigkeiten auch die Seattle SuperSonics. Jordan wurde MVP der Saison, des Allstar-Games und der Finalserie, was zuvor einzig Willis Reed in einer Saison erreicht hatte.
In den zwei Folgejahren 1997 und 1998 gewannen die Bulls wieder den Meistertitel, diesmal jeweils gegen die Utah Jazz um Karl Malone und John Stockton, die in zwei durchaus ausgeglichenen Serien besiegt wurden. Jordan gewann mit seinen Bulls dadurch bereits zum zweiten Mal den sogenannten Three-Peat, also drei aufeinanderfolgende NBA-Meistertitel, was in den Medien allgemein als großer Repeat Three-Peat bezeichnet wurde. Dies ist bisher einzigartig in der NBA-Geschichte.
Im Alter von 35 Jahren dachte Jordan erneut über ein Karriereende nach. Während des Lockouts 1998/99 verkündete Jordan am 13. Januar 1999 schließlich seinen Entschluss, zum zweiten Mal zurückzutreten. Neben anderen geschäftlichen Tätigkeiten übernahm er bei den Washington Wizards den Posten des Team-Managers.

### Washington Wizards 2001–2003

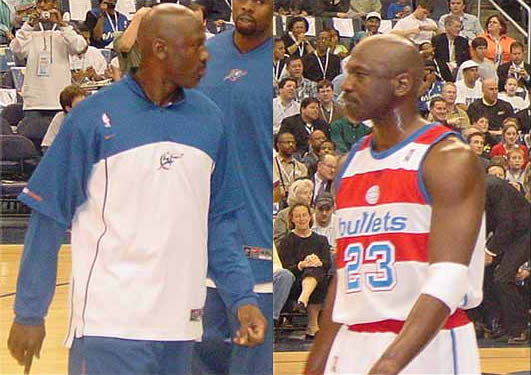
Jordan in seinem letzten Heimspiel für die Wizards (April 2003)

Zur Saison 2001/02 kehrte der inzwischen 38-jährige Jordan ein weiteres Mal in die NBA zurück. Diesmal unterzeichnete er für zwei Spielzeiten bei den Washington Wizards, einem bestenfalls mittelmäßigen Team. Sein – für NBA-Verhältnisse geringes – Jahresgehalt der Saison 2001/02 von einer Million US-Dollar spendete er den Hinterbliebenen der Terroranschläge am 11. September 2001.
Die Wizards schafften trotz Jordan weder in der Saison 2001/02 noch 2002/03 den Einzug in die Playoffs, jedoch gelangen Jordan einige weitere NBA-Rekorde. Beim NBA-Allstar Game 2003 überbot er Kareem Abdul-Jabbar als All-Time-Leading Scorer der All-Star Games. Am 21. Februar 2003 gelang es Jordan als erstem 40-jährigen NBA-Spieler, mehr als 40 Punkte in einem Spiel zu machen.
Zum Ende der Saison 2003 erklärte Jordan im Alter von 40 Jahren seinen dritten, endgültigen Rücktritt vom Leistungssport. Am 16. April bestritt er sein letztes Spiel für die Wizards, welches in einer 87:107-Niederlage gegen die Philadelphia 76ers endete. In diesem Spiel erzielte er 15 Punkte, 4 Assists und 4 Rebounds.

## Managerkarriere
Im Jahr 2000 wurde Jordan Team-Manager bei den Washington Wizards. Zahlreiche seiner Personalentscheidungen werden heute als fragwürdig angesehen, etwa die Verpflichtung von Doug Collins als Wizards-Coach oder der Spielertausch von Richard Hamilton gegen Jerry Stackhouse von den Pistons. Im NBA Draft 2001 entschied sich Jordan für das junge Highschool-Talent Kwame Brown, der nie die Erwartungen erfüllen konnte und später das Team verließ. Unmittelbar nach Jordans aktivem Karriereende bei den Wizards im Mai 2003 wurde er von Teambesitzer Abe Pollin als Manager entlassen.
Seit 15. Juni 2006 ist Jordan Miteigentümer der Charlotte Hornets. Anfangs besaß er nach Robert L. Johnson den größten Teil der Franchise. Ab dem 27. Februar 2010 war Jordan, in Form der MJ Basketball Holdings, Haupteigentümer des Teams aus North Carolina. Im Juni 2023 einigte sich Jordan mit zwei Investoren, seinen Mehrheitsanteil an den Hornets für 3 Milliarden Dollar zu verkaufen. Jordan behält einen Minderheitsanteil an der Franchise.

## Einfluss auf die Wirtschaft
Aufgrund seiner charismatischen Persönlichkeit und seiner telegenen Spielweise wurde Michael Jordan zum meistvermarkteten Sportler seiner Generation. Die Zeitschrift Esquire verglich ihn in einer Cover-Story im November 1990 mit Joe DiMaggio. Laut Fortune generierte Jordan während seiner Karriere bis 1998 einen Erlös von 10 Milliarden US-Dollar für die Unternehmen, die er bewarb.
Nach den Karriereenden von Magic Johnson und Larry Bird wurde Jordan zum wichtigsten Zugpferd der NBA. Die Popularität und die Einnahmen der NBA erhöhten sich während der 1990er enorm. Der Verkauf von Jordan- und Chicago-Bulls-Marketing-Artikeln brachte der NBA während Jordans Karriere etwa 3,1 Milliarden Dollar Umsatz. Der Wert der Chicago Bulls hat sich während Jordans Karriere mehr als verzehnfacht, von knapp 16,4 Millionen US-Dollar im Jahr 1986 auf über 200 Millionen US-Dollar im Jahr 1998.
Zu Beginn seiner NBA-Karriere unterschrieb Jordan einen Ausrüstervertrag bei der damals noch unbedeutenden Firma Nike, die für ihn die Schuh- und Kleidungslinie namens „Jumpman“ kreierten. Etwa um Michael Jordans Geburtstag erscheint immer das nächste Schuh-Modell, so dass es seit Beginn seiner NBA-Karriere bereits 33 Modelle (Air Jordan I – XX3, 2009, 2010, 2011, 2012, XX8-XXX3) und noch unzählige Sondermodelle und Zwischen-Modelle gibt. 2009 hatte man sich entschlossen, die fortlaufende Durchnummerierung der einzelnen Air Jordan-Modelle mit der legendären Nummer 23 enden zu lassen und weitere Schuhe nach dem Erscheinungsjahr zu benennen, doch diese Idee wurde 2013 verworfen, um wieder zur ursprünglichen Nummerierung zurückzukehren. Zwischen 1986 und 1998 erzielte Nike mit Michael-Jordan-Produkten einen Erlös von 2,3 Milliarden US-Dollar. 2009 gelang es Nike erstmals, mit der eigenen Marke „Jordan Brand“ die 1-Milliarde-Umsatzhürde zu knacken. Nikes Hauptsitz befindet sich heute im „Michael Jordan Building“ in Beaverton, Oregon.
Weitere Firmen, die Jordan bewarb, waren Upper Deck, McDonald’s, Coca-Cola, WorldCom, Oakley und General Mills. Das von Jordan beworbene Gatorade steigerte bis 1998 seinen Marktanteil bei isotonischen Sportgetränken auf 80 % mit einem Jahresumsatz von 1,5 Milliarden US-Dollar.
Jordan ist unter anderem auch auf den Spiele-Covern von NBA 2K11 und NBA 2K12 zu sehen.
Für die Rekordsumme von 615.000 Dollar (ca. 520.700 Euro) wurde am 13. August 2020 ein Paar von Jordans Schuhen vom Auktionshaus Christie’s versteigert.

## Michael Jordan abseits des Basketballs
1996 spielte Jordan in dem Film Space Jam sich selbst und musste dort Bugs Bunny und seinen Freunden dabei helfen, ein Basketballspiel gegen Aliens zu gewinnen. Darüber hinaus existieren diverse Basketball-Videos über die persönlichen Erfolge von Michael Jordan wie „Air Time“ (1992). Der experimentelle Gitarrist Buckethead widmete ihm 1999 auf dem Album Monsters & Robots den Song Jump Man, in dem folgendes Originalzitat eingearbeitet ist: „I can never stop working hard. Each day I feel I have to improve. Hard work, determination. I've got to keep pushing myself.“
Michael Jordan spielte 1992 im Videoclip zu Michael Jacksons Song Jam mit. 1996 veröffentlichte Prince auf seinem Album Emancipation einen Song mit Namen We Gets Up, wobei er beim Liedtext von Jordan inspiriert wurde.
Michael Jordan spielte in einer Folge der Serie What’s Up, Dad? (My Wife and Kids) mit, als Michael Kyle (gespielt von Damon Wayans) mit seiner Familie nach Las Vegas fährt, um am Michael Jordan Camp teilzunehmen.
Die 10-teilige Dokumentationsserie The Last Dance des US-Fernsehsenders ESPN aus dem Jahr 2020 verarbeitet 10.000 Stunden Videomaterial, das vorher durch Jordan selbst unter Verschluss gehalten wurde.
Jordan gründete gemeinsam mit Rennfahrer Denny Hamlin 2020 mit 23XI Racing sein eigenes NASCAR-Team. Mit Bubba Wallace fährt seit der Saison 2021 der einzige schwarze Fahrer der NASCAR für das Team.
Das Musikvideo zum Song Franchise von Travis Scott feat. Young Thug und M.I.A. wurde teilweise in Michael Jordans Villa gedreht.

### Schuhe
Jordan ist nicht nur für seine sportlichen Leistungen, sondern auch für seine Schuhe bekannt, die er während seiner Karriere trug. Er war der erste Basketballspieler, der einen individuellen Vertrag mit dem Sportartikelhersteller Nike abschloss, der die Marke Air Jordan kreierte. Die Schuhe wurden zu einem kulturellen Phänomen und zu begehrten Sammlerobjekten. Im Jahr 2024 wurden sechs Paare von Jordans Schuhen, die er in den sechs Meisterschafts-Endspielen trug, für eine Rekordsumme von acht Millionen US-Dollar bei einer Auktion von Sotheby’s in New York verkauft. Dies ist die höchste Summe, die je für getragene Sportschuhe bezahlt wurde. Zuvor waren bereits andere Schuhe und Trikots von Jordan für Millionenbeträge versteigert worden.

## Vermögen
Auf der Forbes-Liste 2015 wurde Michael Jordan erstmals als Milliardär geführt und belegte Platz 1.756. Bis zum Jahr 2020 verdoppelte sich sein Vermögen auf 2,1 Mrd. US-Dollar. Das entspricht Platz 1.001 der Reichen-Liste.

## Titelgewinne und Auszeichnungen

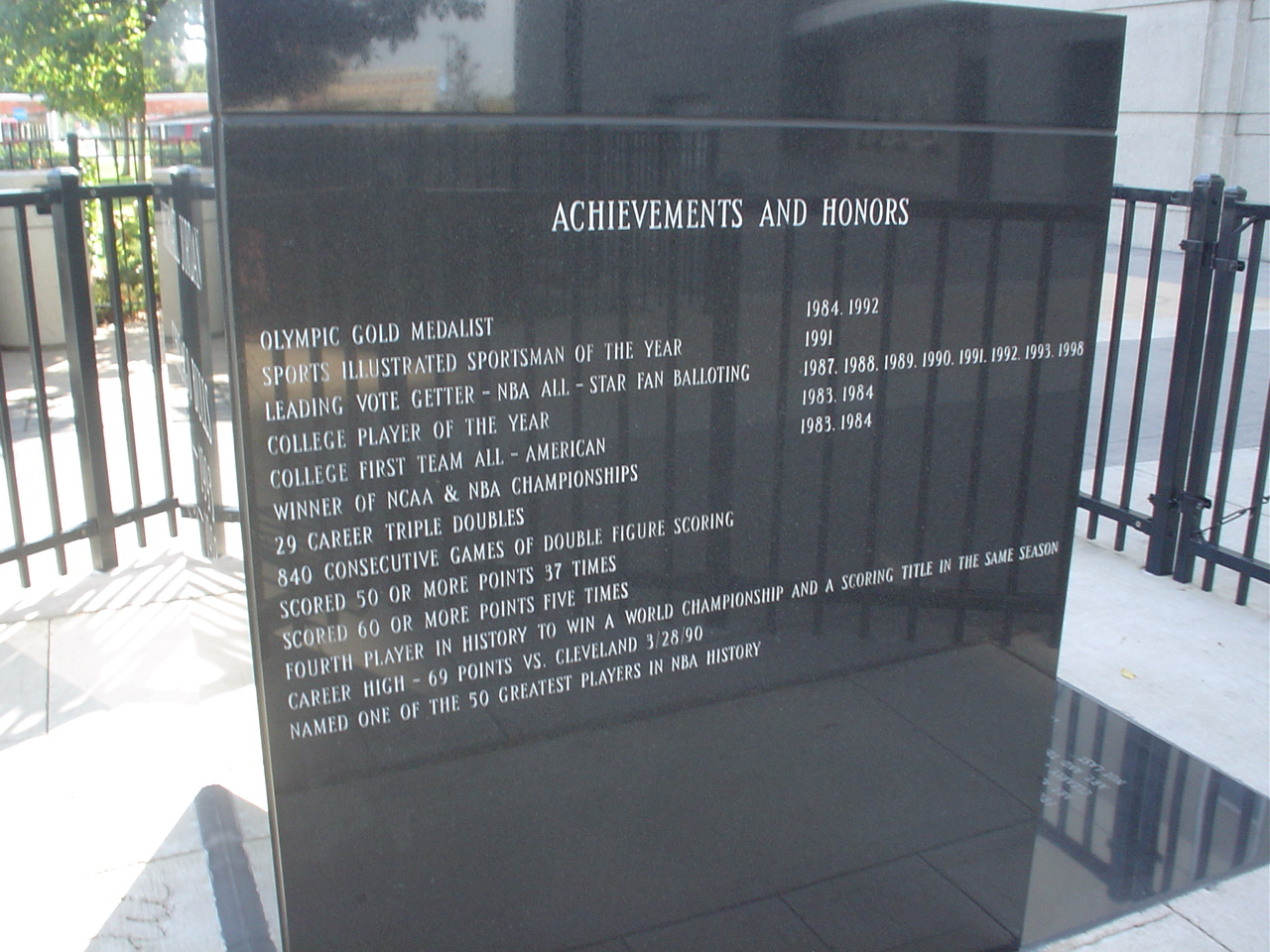
Die Tafel mit Jordans Auszeichnungen und Erfolgen am United Center der Chicago Bulls

Michael Jordan gewann in seiner Karriere zahlreiche Team- sowie individuelle Auszeichnungen und brach zudem zahlreiche NBA-Rekorde. Am 11. September 2009 wurde Jordan in die Naismith Memorial Basketball Hall of Fame aufgenommen.

### Titelgewinne
- NBA-Meisterschaft (6×): 1991–1993, 1996–1998
- NCAA Division I Basketball Championship: 1982
- Basketball-Olympiasieger mit den USA: 1984, 1992

### Individuelle Auszeichnungen
- NBA Most Valuable Player (MVP) (5×): 1988, 1991, 1992, 1996, 1998
- NBA Finals MVP Award (6×): 1991–1993, 1996–1998
- All-NBA-First Team (10×): 1986–1993, 1996–1998
- NBA All-Star (14×): 1985–1993, 1996–1998, 2002–2003
- NBA All-Star Game MVP (3×): 1988, 1996, 1998
- NBA Defensive Player of the Year Award: 1988
- NBA All-Defensive Team (9×): 1987–1993, 1996–1998
- NBA Scoring-Titel (10×): 1987–1993, 1996–1998
- NBA Steals-Leader (3×): 1988, 1990, 1993
- NBA Rookie of the Year Award: 1985
- NBA All-Star Weekend Slam Dunk Contest Sieger (2×): 1987, 1988
- John R. Wooden Award: 1984
- Adolph Rupp Trophy: 1984
- Weltsportler des Jahres (L’Équipe) 1992
- ACC Freshman of the Year: 1982
- ACC Basketball Spieler des Jahres: 1984
- USBWA College Spieler des Jahres: 1984
- Naishmith College Spieler des Jahres: 1984
- Sports Illustrated Sportler des Jahres: 1991
- Associated Press Athlete of the Year: 1991, 1992, 1993
- 50 Greatest Players in NBA History 1996
- Auf Platz 1 der SLAM Magazine Liste der 50 besten Spieler aller Zeiten, 1996
- Auf Platz 1 der ESPN Liste der Top 100 Athleten des 20. Jahrhunderts
- Aufnahme in die Naismith Memorial Basketball Hall of Fame: 2009
- Aufgenommen in die North Carolina Sports Hall of Fame
- Aufgenommen in die FIBA Hall of Fame 2015
- Auszeichnung mit der Presidential Medal of Freedom durch Barack Obama: November 2016[30]

## Rekorde und Statistiken

### Rekorde
- höchster NBA-Karriere-Punkteschnitt: 30,1 Punkte/Spiel
- höchster Playoff-Karriere-Punkteschnitt: 33,4 Punkte/Spiel
- höchste erzielte Punktzahl in einem Playoff-Spiel: 63 Punkte gegen die Boston Celtics am 20. April 1986
- höchster Punktedurchschnitt in einer NBA-Finals-Serie: 41,0 Punkte/Spiel
- einziger NBA-Guard mit mindestens 100 Blocks und 200 Steals in einer Saison (1986–1987 und 1987–1988)
- einziger NBA-Spieler in der Geschichte, der in einer Saison Scoring Champion und Defensive Player of the Year wurde (1987–1988)
- einziger NBA-Spieler in der Geschichte, der in mehreren Saisons den Regular Season MVP, den All-Star Game MVP und den NBA Finals MVP Award gewinnen konnte (2-mal)
- einziger NBA-Rookie, der seine Mannschaft in vier Statistiken angeführt hat: Punkte, Rebounds, Assists und Steals
- einziger NBA-Spieler, der in einer Saison Scoring Champion, Defensive Player of the Year und NBA Most Valuable Player wurde (1987–1988)
- einziger NBA-Spieler der Geschichte, der in mehreren Saisons Scoring Champion und gleichzeitig NBA Champion wurde (6-mal)
- einziger NBA-Spieler der Geschichte, der Rookie of the Year, Defensive Player of the Year, NBA Most Valuable Player, NBA All-Star Game MVP und NBA Finals MVP wurde
- einziger NBA-Spieler, der in allen seinen Playoff-Spielen 15 oder mehr Punkte erzielt hat: 179 Spiele
- einer von 2 Spielern in der NBA-Geschichte, die in einer Saison 3000 oder mehr Punkte erzielen konnten
- meiste Saisons als Scoring Champion der NBA: 10
- meiste aufeinanderfolgende Saisons als Scoring Champion: 7 (gemeinsam mit Wilt Chamberlain)
- meiste Spiele mit 30 oder mehr Punkten: 561
- meiste NBA Finals MVP Awards: 6
- meiste aufeinanderfolgende Spiele mit 10 oder mehr Punkten: 866, 25. März 1986 bis 26. Dezember 2001 (eingestellt)
- 13-mal mindestens 7 Spiele in Folge mit mindestens 30 Punkten
- ältester Spieler, der Scoring Champion wurde: 35 Jahre, 61 Tage (1997/98)
- ältester Spieler, der 50 oder mehr Punkte in einem Spiel erzielte: 38 Jahre, 315 Tage (51 Punkte gegen New Orleans Hornets, 29. Dezember 2001)
- ältester Spieler, der 40 oder mehr Punkte in einem Spiel erzielte: 40 Jahre, 4 Tage (43 Punkte gegen New Jersey Nets, 21. Februar 2003)
- erster Spieler in der NBA, der während seiner Karriere Rookie of the Year, Defensive Player of the Year und NBA Most Valuable Player wurde
- erster Spieler in der NBA, der in einer Saison 200 Steals und 100 Blocks verzeichnen konnte, und einziger Spieler, dem dies in 2 Saisons gelang (1986/87 und 1987/88)
- erster Spieler in der NBA, der während seiner Karriere Scoring Champion und Defensive Player of the Year wurde
- erster Spieler in der NBA, der Most Valuable Player und Defensive Player of the Year wurde (1987/88)
- erster Spieler in der NBA, der in der gleichen Saison die Liga in Punkten und Steals anführte, und einziger Spieler, dem dies in 3 Saisons gelang (1987/88, 1989/90, 1992/93)
- erster Spieler in der NBA, der den Slam Dunk Contest zweimal gewann
- erster Spieler in der NBA, der ein Triple-Double bei einem All-Star Game verzeichnen konnte
- zweithöchste Gesamtpunktzahl bei All-Star-Spielen: 262

### Statistiken

#### Regular Season
| Saison        | Team               | GP    | GS    | MPG  | FG%  | 3P%  | FT%  | RPG | APG | SPG | BPG | PPG  |
| ------------- | ------------------ | ----- | ----- | ---- | ---- | ---- | ---- | --- | --- | --- | --- | ---- |
| 1984–85       | Chicago Bulls      | 82    | 82    | 38.3 | .515 | .173 | .845 | 6.5 | 5.9 | 2.4 | .8  | 28.2 |
| 1985–86       | Chicago Bulls      | 18    | 7     | 25.1 | .457 | .167 | .840 | 3.6 | 2.9 | 2.1 | 1.2 | 22.7 |
| 1986–87       | Chicago Bulls      | 82    | 82    | 40.0 | .482 | .182 | .857 | 5.2 | 4.6 | 2.9 | 1.5 | 37.1 |
| 1987–88       | Chicago Bulls      | 82    | 82    | 40.4 | .535 | .132 | .841 | 5.5 | 5.9 | 3.2 | 1.6 | 35.0 |
| 1988–89       | Chicago Bulls      | 81    | 81    | 40.2 | .538 | .276 | .850 | 8.0 | 8.0 | 2.9 | .8  | 32.5 |
| 1989–90       | Chicago Bulls      | 82    | 82    | 39.0 | .526 | .376 | .848 | 6.9 | 6.3 | 2.8 | .7  | 33.6 |
| 1990–91       | Chicago Bulls      | 82    | 82    | 37.0 | .539 | .312 | .851 | 6.0 | 5.5 | 2.7 | 1.0 | 31.5 |
| 1991–92       | Chicago Bulls      | 80    | 80    | 38.8 | .519 | .270 | .832 | 6.4 | 6.1 | 2.3 | .9  | 30.1 |
| 1992–93       | Chicago Bulls      | 78    | 78    | 39.3 | .495 | .352 | .837 | 6.7 | 5.5 | 2.8 | .8  | 32.6 |
| 1994–95       | Chicago Bulls      | 17    | 17    | 39.3 | .411 | .500 | .801 | 6.9 | 5.3 | 1.8 | .8  | 26.9 |
| 1995–96       | Chicago Bulls      | 82    | 82    | 37.7 | .495 | .427 | .834 | 6.6 | 4.3 | 2.2 | .5  | 30.4 |
| 1996–97       | Chicago Bulls      | 82    | 82    | 37.9 | .486 | .374 | .833 | 5.9 | 4.3 | 1.7 | .5  | 29.6 |
| 1997–98       | Chicago Bulls      | 82    | 82    | 38.8 | .465 | .238 | .784 | 5.8 | 3.5 | 1.7 | .5  | 28.7 |
| 2001–02       | Washington Wizards | 60    | 53    | 34.9 | .416 | .189 | .790 | 5.7 | 5.2 | 1.4 | .4  | 22.9 |
| 2002–03       | Washington Wizards | 82    | 67    | 37.0 | .445 | .291 | .821 | 6.1 | 3.8 | 1.5 | .5  | 20.0 |
| Gesamt        | Gesamt             | 1,072 | 1,039 | 38.3 | .497 | .327 | .835 | 6.2 | 5.3 | 2.3 | .8  | 30.1 |
| All-Star Game | All-Star Game      | 13    | 13    | 29.4 | .472 | .273 | .750 | 4.7 | 4.2 | 2.8 | .5  | 20.2 |

#### Play-offs
| Saison  | Team          | GP  | GS  | MPG  | FG%  | 3P%   | FT%  | RPG | APG | SPG | BPG | PPG  |
| ------- | ------------- | --- | --- | ---- | ---- | ----- | ---- | --- | --- | --- | --- | ---- |
| 1984–85 | Chicago Bulls | 4   | 4   | 42.8 | .436 | .125  | .828 | 5.8 | 8.5 | 2.8 | 1.0 | 29.3 |
| 1985–86 | Chicago Bulls | 3   | 3   | 45.0 | .505 | 1.000 | .872 | 6.3 | 5.7 | 2.3 | 1.3 | 43.7 |
| 1986–87 | Chicago Bulls | 3   | 3   | 42.7 | .417 | .400  | .897 | 7.0 | 4.7 | 2.4 | 1.1 | 36.3 |
| 1987–88 | Chicago Bulls | 10  | 10  | 42.7 | .531 | .333  | .869 | 7.1 | 7.6 | 2.5 | .8  | 34.8 |
| 1988–89 | Chicago Bulls | 17  | 17  | 41.8 | .510 | .236  | .799 | 7.0 | 7.6 | 1.7 | 1.8 | 29.1 |
| 1989–90 | Chicago Bulls | 16  | 16  | 42.1 | .514 | .320  | .836 | 7.2 | 6.8 | 2.8 | .9  | 36.7 |
| 1990–91 | Chicago Bulls | 17  | 17  | 40.5 | .524 | .385  | .845 | 6.4 | 8.4 | 2.4 | 1.4 | 31.1 |
| 1991–92 | Chicago Bulls | 22  | 22  | 41.8 | .499 | .386  | .857 | 6.2 | 5.8 | 2.0 | .7  | 34.5 |
| 1992–93 | Chicago Bulls | 19  | 19  | 41.2 | .475 | .389  | .805 | 6.7 | 6.0 | 2.1 | .9  | 35.1 |
| 1994–95 | Chicago Bulls | 10  | 10  | 42.0 | .484 | .367  | .810 | 6.5 | 4.5 | 2.3 | 1.4 | 31.5 |
| 1995–96 | Chicago Bulls | 18  | 18  | 40.7 | .459 | .403  | .818 | 4.9 | 4.1 | 1.8 | .3  | 30.7 |
| 1996–97 | Chicago Bulls | 19  | 19  | 42.3 | .456 | .194  | .831 | 7.9 | 4.8 | 1.6 | .9  | 31.1 |
| 1997–98 | Chicago Bulls | 21  | 21  | 41.5 | .462 | .302  | .812 | 5.1 | 3.5 | 1.5 | .6  | 32.4 |
| Career  | Career        | 179 | 179 | 41.8 | .487 | .332  | .828 | 6.4 | 5.7 | 2.1 | .8  | 33.4 |